# Parkside (Pensilvania)
Parkside es un borough ubicado en el condado de Delaware en el estado estadounidense de Pensilvania. En el año 2000 tenía una población de 2,267 habitantes y una densidad poblacional de 4,207.7 personas por km².

## Geografía
Parkside se encuentra ubicado en las coordenadas 39°52′0″N 75°22′42″O / 39.86667, -75.37833

## Demografía
Según la Oficina del Censo en 2000 los ingresos medios por hogar en la localidad eran de $43,533 y los ingresos medios por familia eran $48,958. Los hombres tenían unos ingresos medios de $40,668 frente a los $28,315 para las mujeres. La renta per cápita para la localidad era de $19,448. Alrededor del 5.6% de la población estaba por debajo del umbral de pobreza.